# Boubouroche
Boubouroche est le personnage éponyme d'une nouvelle de Georges Courteline publiée dans L’Écho de Paris en juillet 1892, dont il tira une pièce de théâtre en deux actes représentée pour la première fois à Paris, au Théâtre des Menus-Plaisirs d'André Antoine le 27 avril 1893 avec Pons-Arlès, puis en septembre au Théâtre de Cluny, et en 1910 à la Comédie-Française.
Boubouroche est un colosse naïf, un bon gros garçon qui se laisse exploiter par ses amis et duper par sa maîtresse.

« …Le roi Louis XVI traversait la scène en prononçant quelques paroles, Vidame lui cria, la voix sifflante :
— Pas comme Boubouroche, quand même ! C’est un roi, Hellouin ! Un roi balourd, mais un roi malgré tout. »

— Georges Duhamel, Suzanne et les jeunes hommes.

## Distribution à la création
- André Antoine : un vieux monsieur
- Alexandre-Charles Arquillière : Potasse
- Dujeu : Fouettard
- Firmin Gémier : André
- Irma Perrot : Adèle
- Pinsard : Roth
- Pons-Arlès : Boubouroche
- Poraye : une caissière
- Verse : un garçon de café

## Adaptations
Cinéma
- 1911 : Boubouroche de Georges Monca
- 1921 : Boubouroche de Henri Diamant-Berger
- 1933 : Boubouroche de André Hugon

Télévision
- 1968 : Boubouroche de Gabriel Axel
- 1984 : Au théâtre ce soir : Boubouroche, mise en scène Robert Manuel, réalisation Pierre Sabbagh, enregistrée le 7 juillet 1984, au Théâtre Marigny
- 2009 : Boubouroche de Laurent Heynemann